# 国道14号

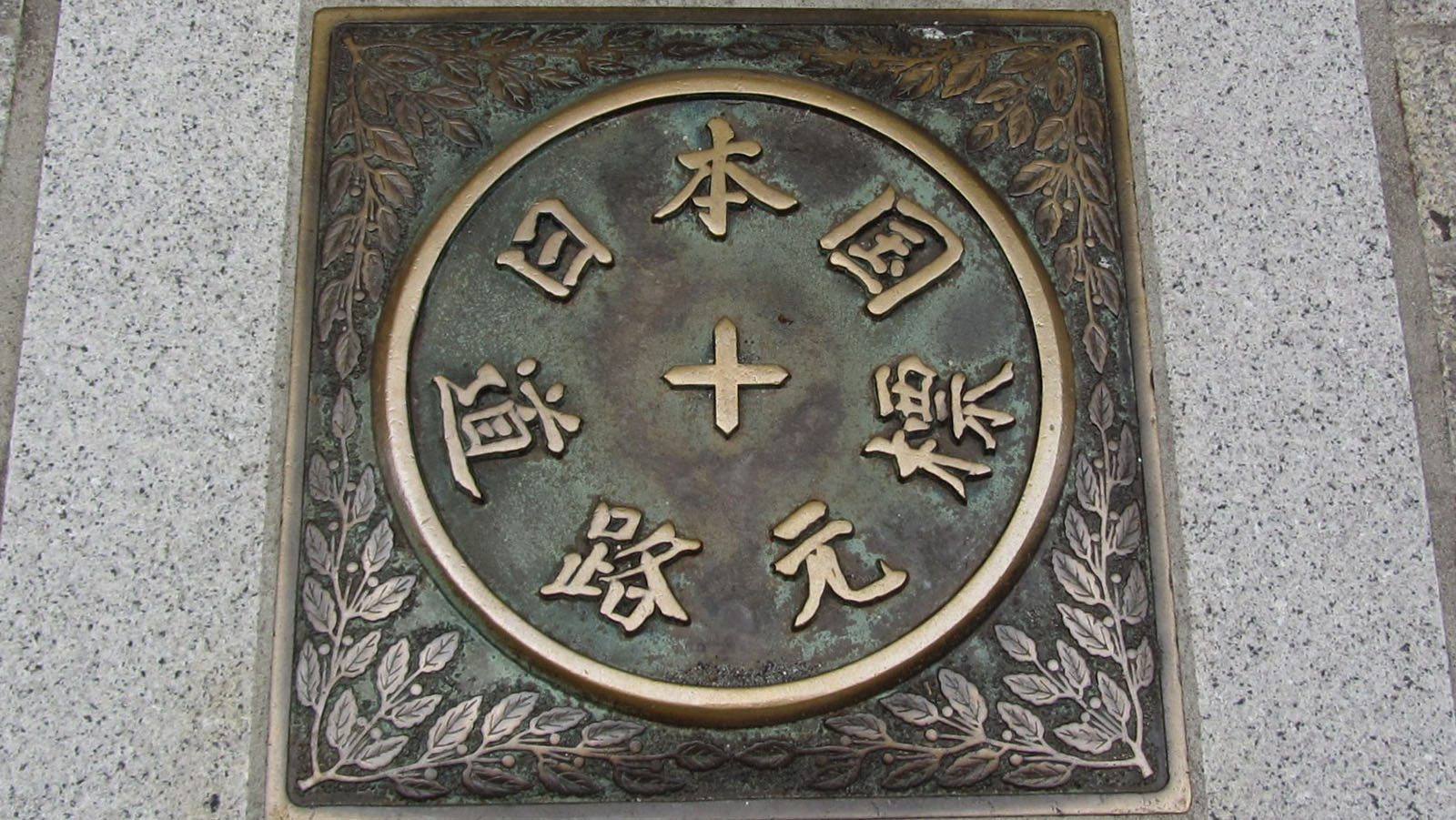
国道14号 起点
日本橋中央の日本国道路元標

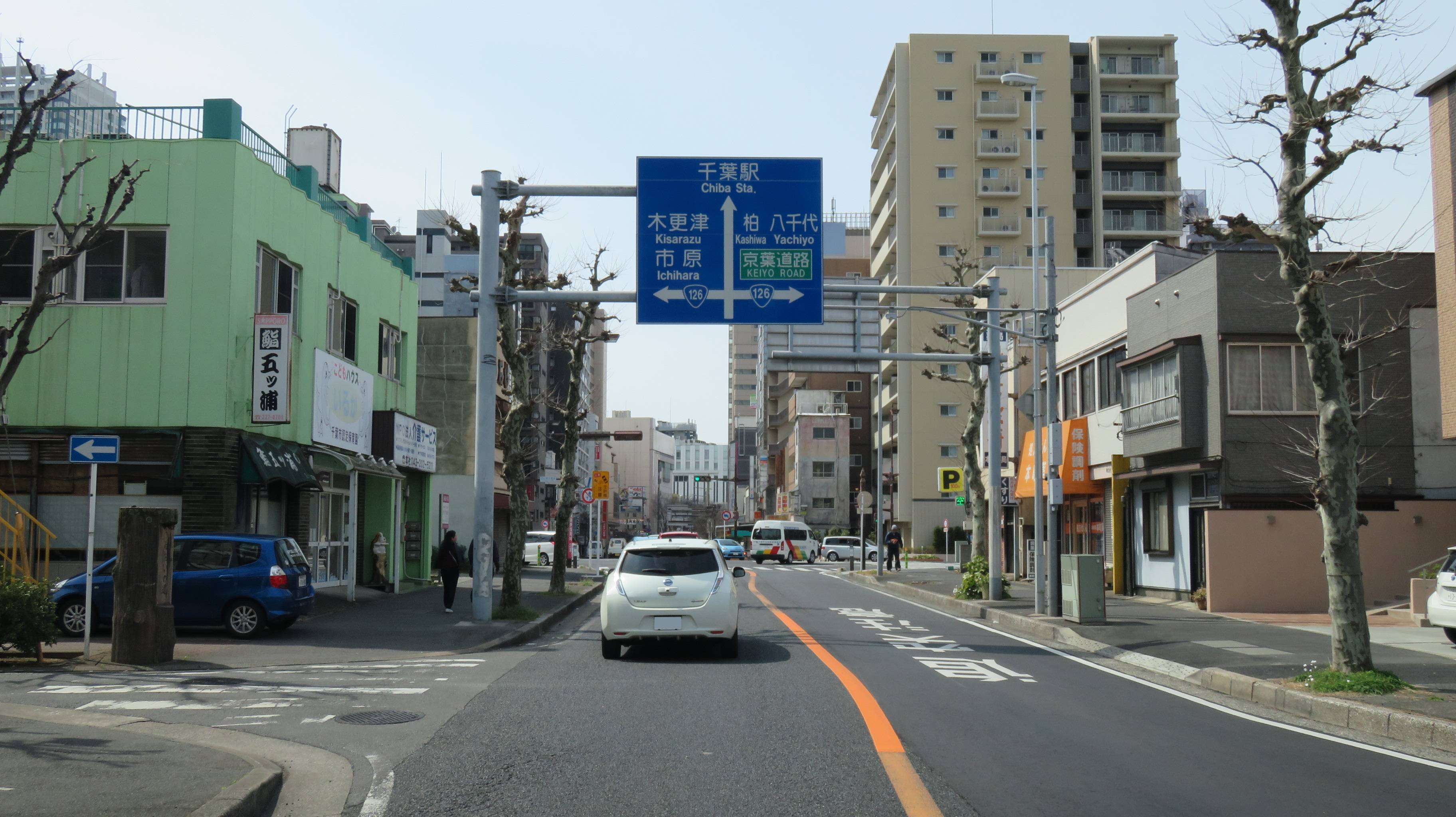
国道14号 終点
千葉県千葉市 広小路交差点

国道14号（こくどう14ごう）は、東京都中央区から千葉県千葉市中央区に至る一般国道である。

## 概要

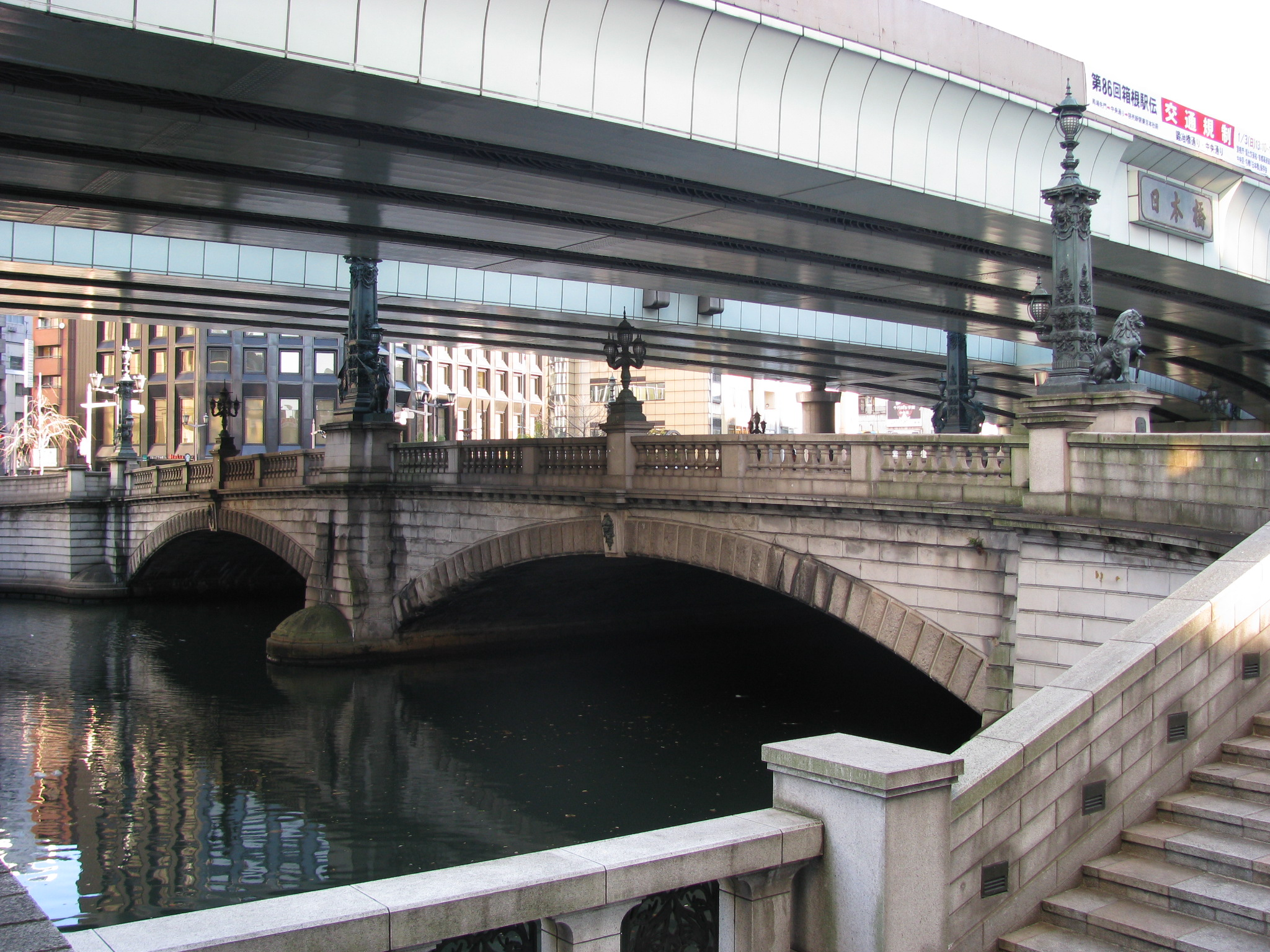
国道14号 起点
東京都中央区日本橋

日本国道路元標があることでも知られる東京都中央区の日本橋を起点に、江戸川区を通過して千葉県に入り、終点の千葉市に至る路線で、首都高速7号線と並行し、東京湾岸道路とともに東西方向の交通を担う京葉地域の主要幹線道路である。
東京都江戸川区から千葉県千葉市までは、千葉街道（旧道）と京葉道路（バイパス）の2路線が並行して存在している。

### 路線データ
一般国道の路線を指定する政令に基づく起終点および重要な経過地は次のとおり。
- 起点：東京都中央区（日本橋 = 国道1号・国道4号・国道6号・国道15号・国道17号・国道20号起点）
- 終点：千葉市（中央区、広小路交差点 = 国道51号起点、国道126号交点）
- 重要な経過地：東京都墨田区（江東橋四丁目）、同都江東区（亀戸五丁目）、同都江戸川区（松島一丁目）、市川市（平田二丁目、大和田二丁目）、船橋市（本町二丁目、湊町二丁目）、習志野市（津田沼六丁目、袖ケ浦二丁目）
- 総延長 : 65.0 km（千葉県 26.9 km、千葉市 19.6 km、東京都 18.6 km）[2][注釈 2]
- 重用延長 : 1.8 km（千葉県 - km、千葉市 - km、東京都 1.8 km）[2][注釈 2]
- 実延長 : 63.3 km（千葉県 26.9 km、千葉市 19.6 km、東京都 16.8 km）[2][注釈 2]
  - 現道 : 42.3 km（千葉県 12.2 km、千葉市 19.4 km、東京都 10.6 km）[2][注釈 2]
  - 旧道 : 19.4 km（千葉県 14.7 km、千葉市 0.2 km、東京都 4.6 km）[2][注釈 2]
  - 新道 : 1.5 km（千葉県 - km、千葉市 - km、東京都 1.5 km）[2][注釈 2]
- 指定区間：東京都中央区日本橋 - 千葉市中央区登戸一丁目19番9（起点 - 登戸交差点）[3]
  - ※東京都江戸川区松島一丁目2545番1 - 市川市八幡一丁目548番1 - 船橋市本町三丁目2315番8 - 習志野市谷津町二丁目329番 - 千葉市花見川区幕張本郷一丁目36番4（京葉道路と並行する東小松川交差点 - 幕張ICの旧道）を除く

## 歴史
船橋で佐倉街道（後の成田街道）から分かれ、千葉、木更津を経由して安房に至る江戸湾（東京湾）沿いの街道は、房総往還、千葉街道などと呼ばれてきた。明治時代になり、東京から千葉間を「千葉街道」、千葉から館山間を「房総街道」と呼んだり、東京から千葉間についても「房総街道」と呼んだりと、具体的に街道名は決まっていなかった。

### 年表
- 1885年（明治18年） - 内務省告示第6号「國道表」では、東京から千葉間の千葉街道が国道13号「東京より千葉県に達する路線」となる。
- 1920年（大正9年）施行の旧道路法に基づく路線認定では、国道7号「東京市より千葉県庁所在地に達する路線」となった。
- 1952年（昭和27年）12月4日 - 新道路法に基づく路線指定で一級国道14号になる。
- 1965年（昭和40年）4月1日 - 道路法改正によって一級・二級の別がなくなり一般国道14号となった。

## 路線状況

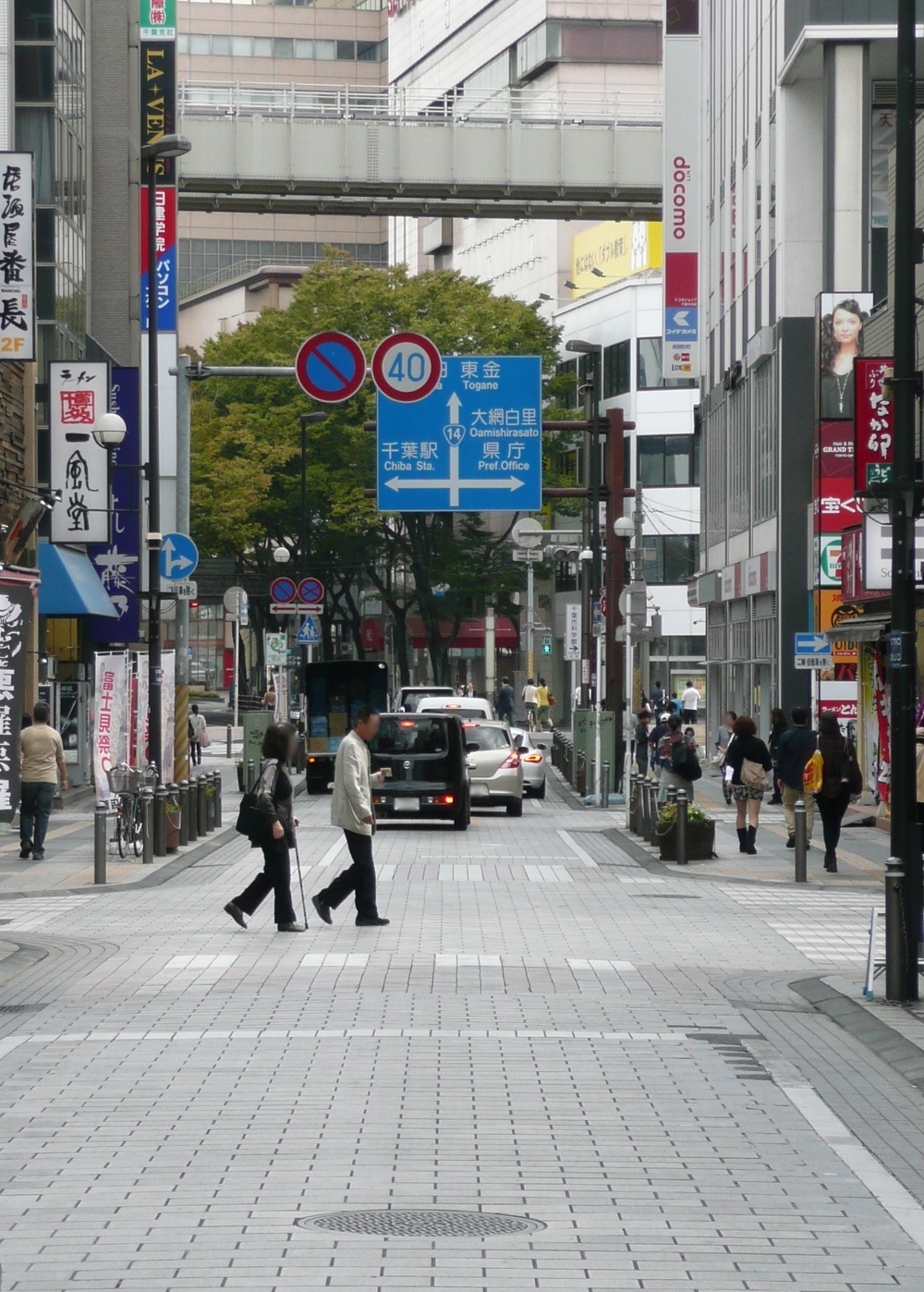
千葉駅付近のかつての一方通行区間（現在は市道）
（2011年10月）

ここでは、千葉街道の区間について説明する。東京都江戸川区の東小松川交差点で千葉街道を左に分ける。その後、東京都道308号千住小松川葛西沖線から別れた後、すぐに片側2車線になるが、500 m程度ですぐに片側1車線になる。その後、鹿本中学校前交差点で東京都道318号環状七号線と交差し、新中川を渡り、小岩地区に入る。その後、片側2車線になるが、250 m程度するとすぐに車線減少。その後、小岩の市街地を進んでいき千葉県道・東京都道60号市川四ツ木線、東京都道315号御徒町小岩線と交差したのち片側2車線となり、市川橋で江戸川を渡り、千葉県市川市に入る。そして市川駅前を通過すると片側1車線（国道298号交点までは片側2車線事業中）になる。東京外環自動車道、国道298号を過ぎ、船橋市、習志野市を通過したら、千葉市に入り、京葉道路幕張ICを過ぎると片側2 - 3車線になり、比較的流れは良くなる。それでも朝夕には渋滞が発生することもある。なお、習志野市津田沼 - 千葉市街間のかつての海岸線はこの街道筋の位置にあった。そのためこの区間の上り東京方面2車線がほぼ直線なのに対し、旧道を改修した下り方面2車線はかつての海岸線に従うように微妙ながらカーブしている。国道357号と重複する千葉市美浜区真砂 - 千葉市中央区登戸の登戸交差点までは片側3車線工事が行われ2016年（平成28年）に完成し朝夕の渋滞が緩和された。登戸交差点を左折し千葉市内の繁華街を進み、終点の広小路交差点へと至る。
かつては、千葉駅付近にある外房線・京成千葉線高架下の交差点から中央公園交差点までの一方通行区間279 mが国道14号の道路区域として供用されていたが、緊急輸送道路として一定の幅員を有する対面通行可能な道路が望ましいとして、2014年（平成26年）3月20日より富士見東電前交差点を経由する420 mが国道14号の道路区域に編入、279 mの一方通行区間は千葉市へ移管され、千葉市道富士見29号線となった。
東京都江東区亀戸駅付近のおよそ0.4 kmについて、車道に幅2.0 mの自転車道が設置されている。

### 通称・バイパス
- 中央通り（国道17号重複区間）
- 江戸通り（国道6号重複区間）
- 靖国通り（浅草橋交差点 - 両国橋）
- 京葉道路[8]（東京都江戸川区松島・東小松川交差点 - 千葉県千葉市稲毛区園生町・穴川IC）
- 千葉街道（現道）
- 東京湾岸道路（国道357号重複区間）

### 重複区間

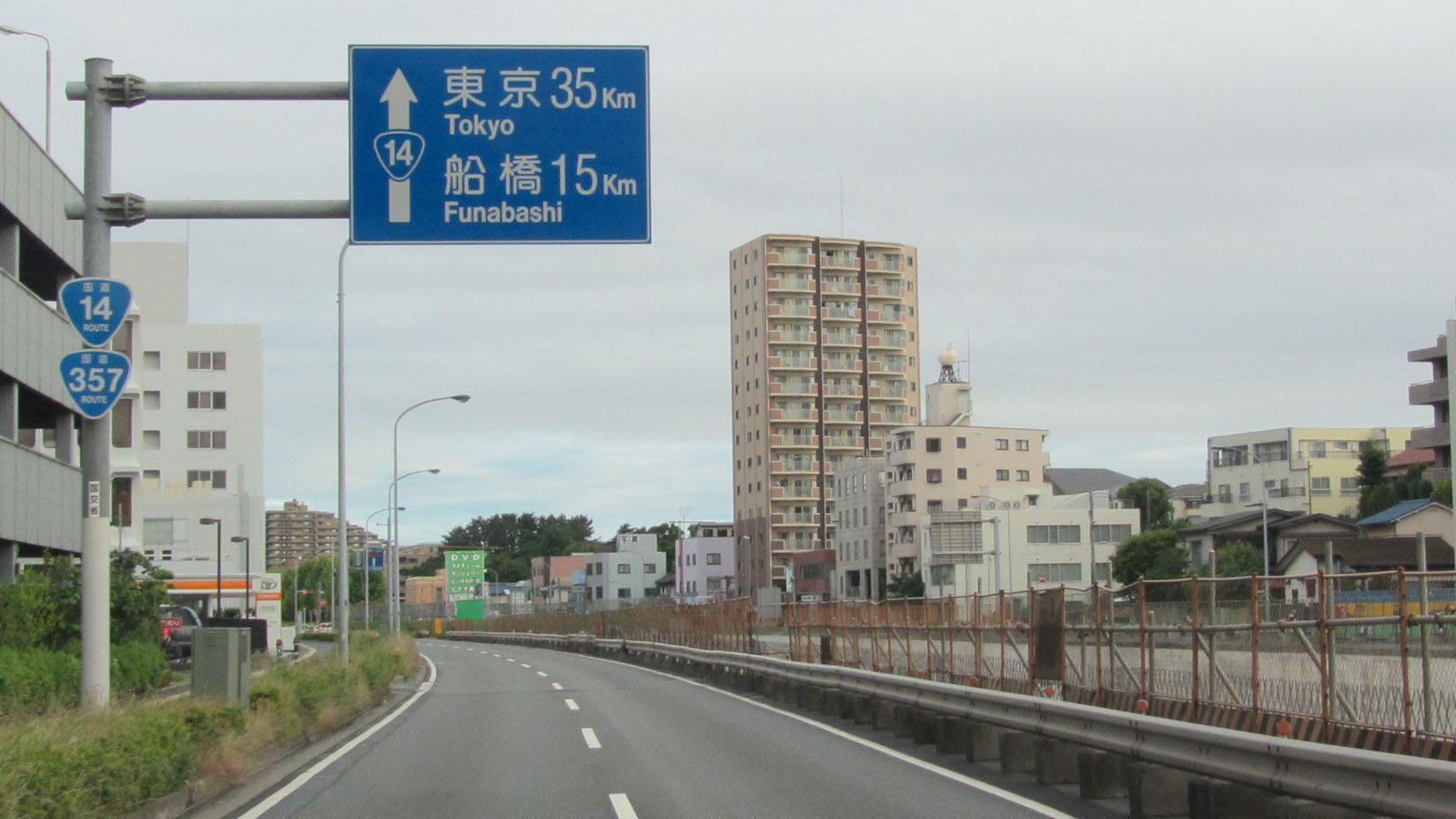
国道357号との重複
千葉県千葉市美浜区幸町

- 国道17号（東京都中央区・日本橋（起点） - 東京都中央区日本橋室町・室町3丁目交差点）
- 国道4号（東京都中央区・日本橋（起点） - 東京都中央区日本橋本町・本町3丁目交差点）
- 国道6号（東京都中央区・日本橋（起点） - 東京都中央区日本橋馬喰町・浅草橋交差点）
- 国道357号（千葉県千葉市美浜区真砂 - 千葉市中央区登戸・登戸交差点）

### 道路施設

#### 橋梁
- 東京都
  - 両国橋（隅田川、中央区 - 墨田区）
  - 新小松川橋（荒川・中川、江戸川区）
  - 市川橋（江戸川、江戸川区 - 千葉県市川市）

## 地理

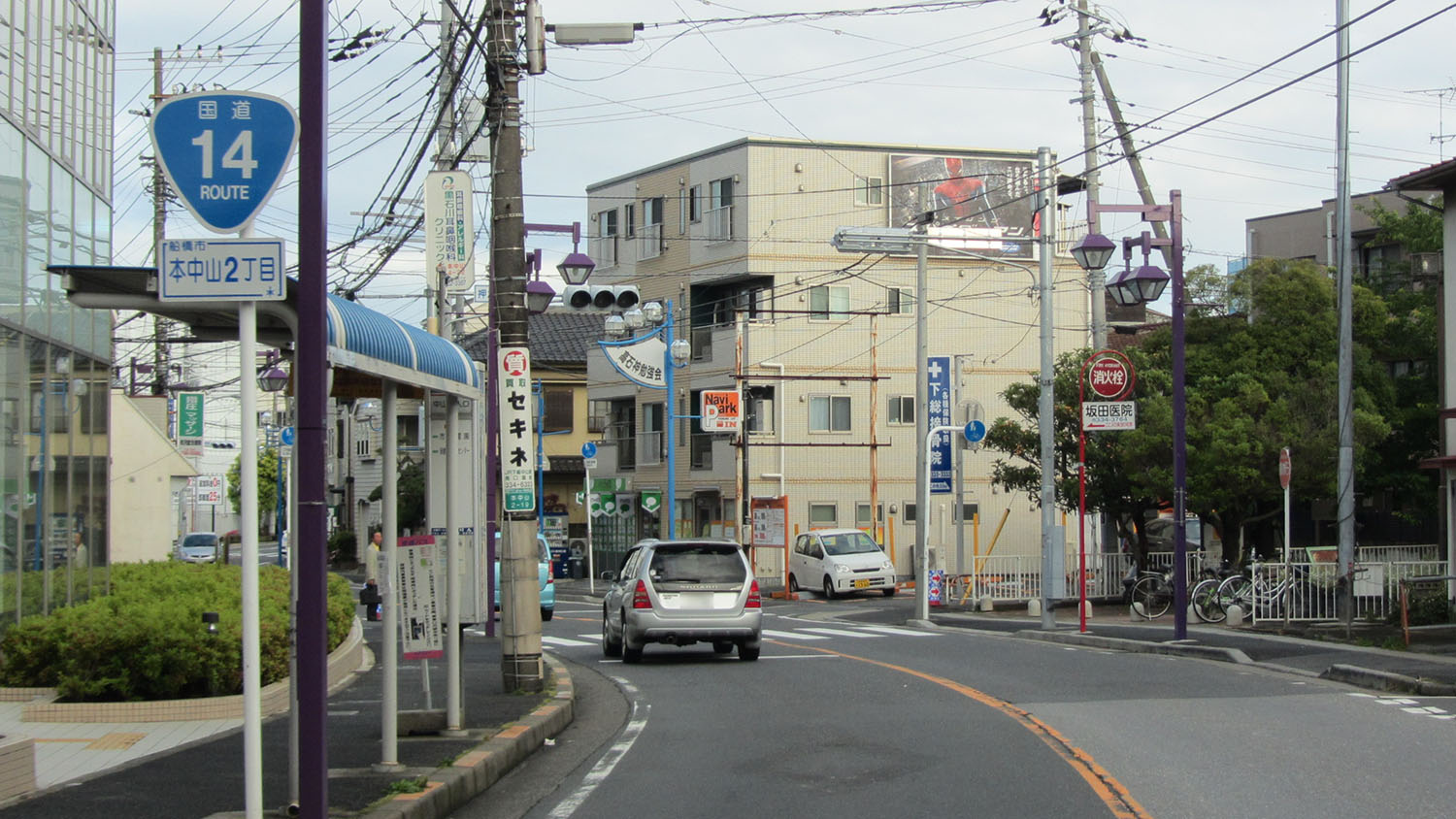
千葉県船橋市本中山
(2012年6月)

### 通過する自治体
- 東京都
  - 中央区 - 墨田区 - 江東区 - 江戸川区
- 千葉県
  - 市川市 - 船橋市 - 習志野市 - 千葉市（花見川区 - 美浜区 - 花見川区 - 稲毛区 - 中央区）

### 交差する道路
※江戸川区 - 千葉市間は京葉道路を除く

#### 一般国道
- 東京都
  - 国道1号・国道15号・国道20号（中央区・日本橋起点）
  - 国道17号（中央区・日本橋起点 -（重複）- 日本橋室町3丁目交差点）
  - 国道4号（中央区・日本橋起点 -（重複）- 中央区日本橋本町3丁目交差点）
  - 国道6号（中央区・日本橋起点 -（重複）- 浅草橋交差点）
- 千葉県
  - 国道298号（市川市平田・菅野駅入口交差点）
  - 国道296号（船橋市宮本、国道296号終点及び後述の県道8号との重複区間上の立体交差の2箇所）
  - 国道357号（千葉市美浜区真砂 -（重複）- 千葉市中央区・登戸交差点）
  - 国道51号・国道126号（千葉市中央区・広小路交差点終点）

#### 都・県道
- 東京都
  - 東京都道316号日本橋芝浦大森線（昭和通り） - 中央区日本橋本町（本町三丁目交差点）
  - 東京都道302号新宿両国線（靖国通り） - 中央区日本橋馬喰町（浅草橋交差点）
  - 東京都道319号環状三号線（三ツ目通り） - 墨田区緑（緑三丁目交差点）
  - 東京都道465号深川吾嬬町線（四ツ目通り） - 墨田区江東橋（錦糸町駅交差点）
  - 東京都道306号王子千住夢の島線（明治通り） - 江東区亀戸（亀戸駅前交差点）
  - 東京都道476号南砂町吾嬬町線（丸八通り） - 江東区亀戸（亀戸七丁目交差点）
  - 東京都道308号千住小松川葛西沖線（平和橋通り） - 江戸川区小松川（東小松川交差点）・江戸川区中央（八蔵橋交差点）
  - 東京都道318号環状七号線（環七通り） - 江戸川区興宮町（鹿本中学校前交差点）
  - 東京都道501号王子金町市川線（柴又街道） - 江戸川区東小岩（東小岩四丁目交差点）
  - 東京都道451号江戸川堤防線（篠崎街道） - 江戸川区東小岩（一里塚交差点）
  - 千葉県道・東京都道60号市川四ツ木線（東京都道315号御徒町小岩線と重複、蔵前橋通り） - 江戸川区北小岩（江戸川交差点）
- 千葉県
  - 千葉県道1号市川松戸線・千葉県道283号若宮西船市川線 - 市川市市川（市川広小路交差点）
  - 千葉県道264号高塚新田市川線 - 市川市新田（新田5丁目交差点）
  - 千葉県道6号市川浦安線 - 市川市八幡
  - 千葉県道51号市川柏線・千葉県道202号本八幡停車場線 - 市川市八幡（本八幡駅前交差点）
  - 千葉県道59号市川印西線 - 市川市鬼越（鬼越二丁目交差点）
  - 千葉県道203号下総中山停車場線 - 船橋市本中山
  - 千葉県道180号松戸原木線・千葉県道283号若宮西船市川線 - 船橋市西船（中山競馬場入口交差点）
  - 千葉県道179号船橋行徳線 - 船橋市西船
  - 千葉県道39号船橋停車場線・千葉県道156号船橋埠頭線 - 船橋市湊町（湊町二丁目交差点）
  - 千葉県道8号船橋我孫子線 - 船橋市宮本（船橋競馬場駅前付近、前述の国道296号との重複区間上、立体交差）
  - 千葉県道204号津田沼停車場線 - 習志野市津田沼（京成津田沼駅入口交差点）
  - 千葉県道57号千葉鎌ケ谷松戸線（千葉県道262号幕張八千代線と重複） - 千葉市美浜区幕張西
  - 千葉県道15号千葉船橋海浜線 - 千葉市花見川区幕張町（幕張一丁目交差点）
  - 千葉県道205号幕張停車場線 - 千葉市花見川区幕張町（幕張五丁目交差点）
  - 千葉県道134号稲毛停車場稲毛海岸線 - 千葉市稲毛区稲毛（稲毛浅間神社前交差点）
  - 千葉県道22号千葉八街横芝線（国道51号と重複） - 千葉市中央区（広小路交差点・終点）

## ギャラリー

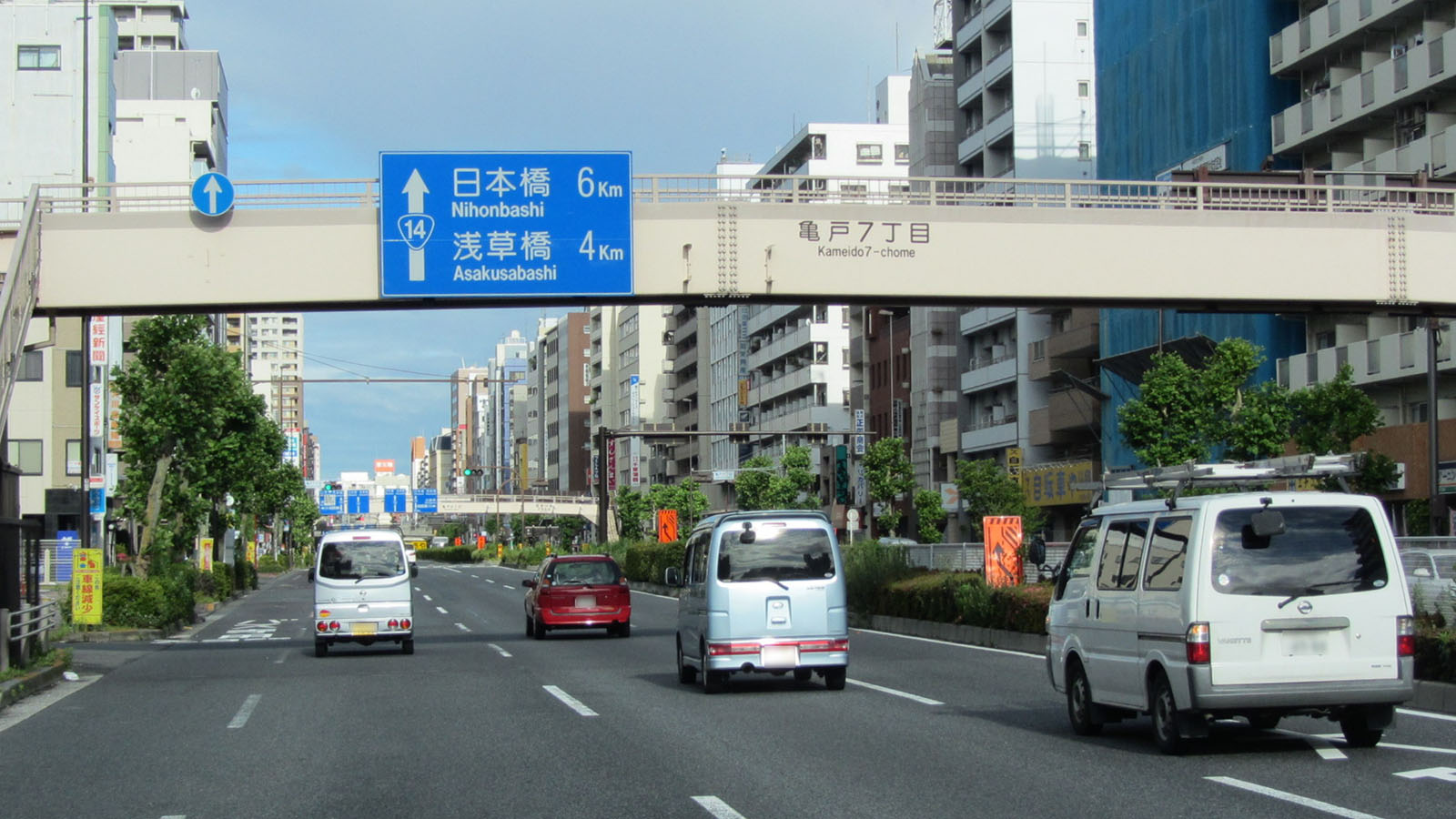
京葉道路 東京都江東区亀戸７丁目
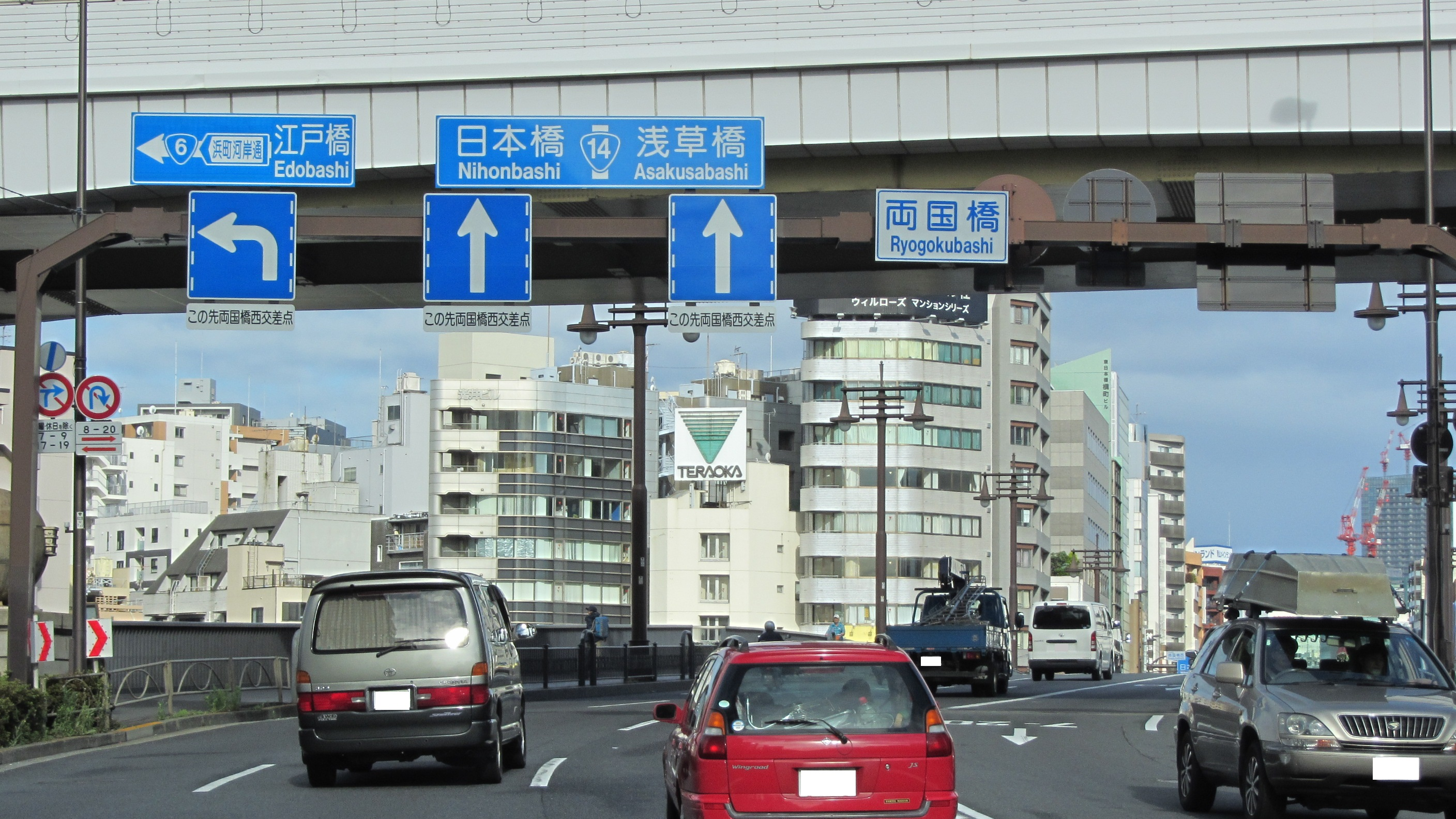
東京都墨田区両国1丁目
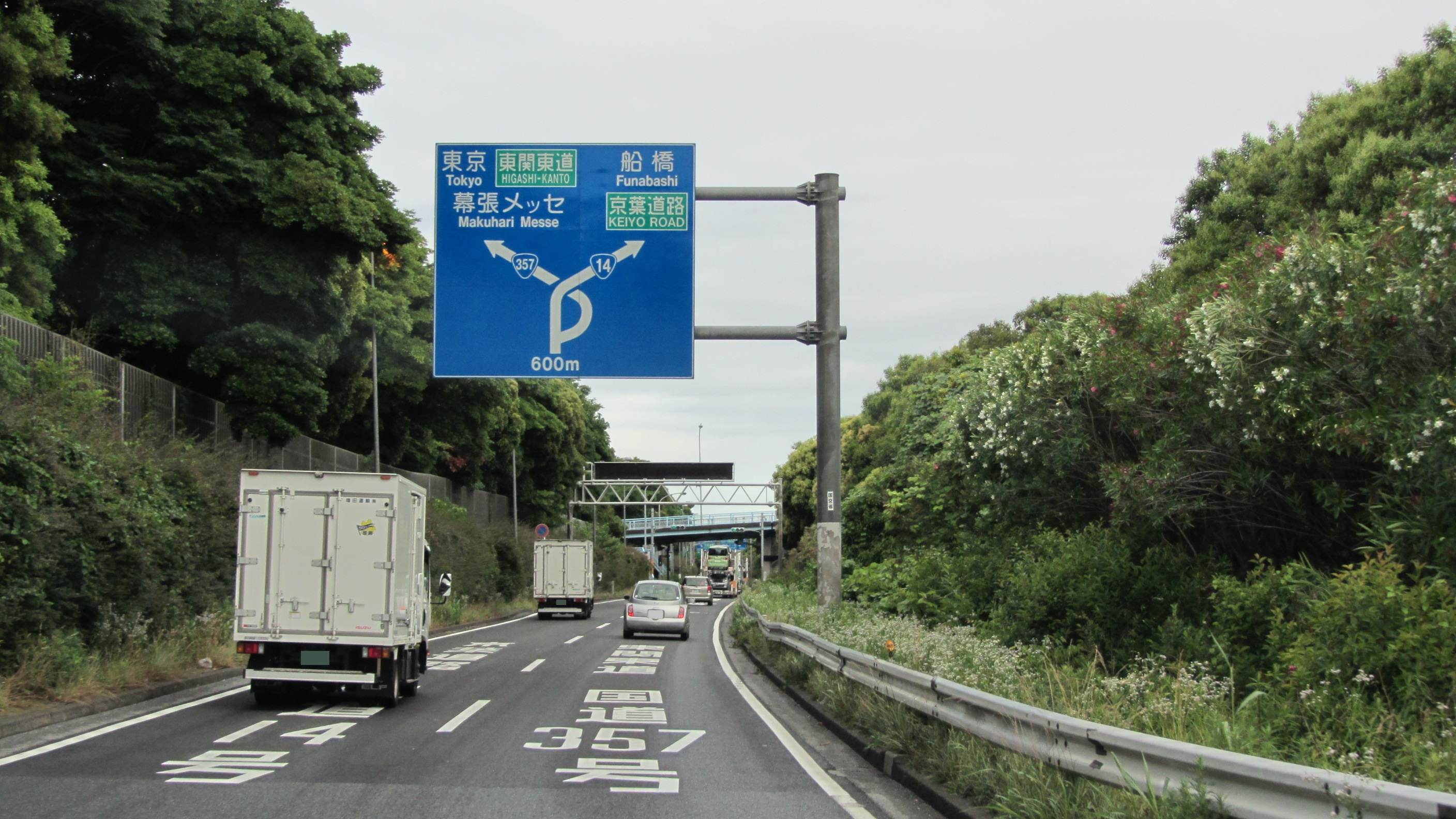
国道357号との分岐 千葉県千葉市美浜区
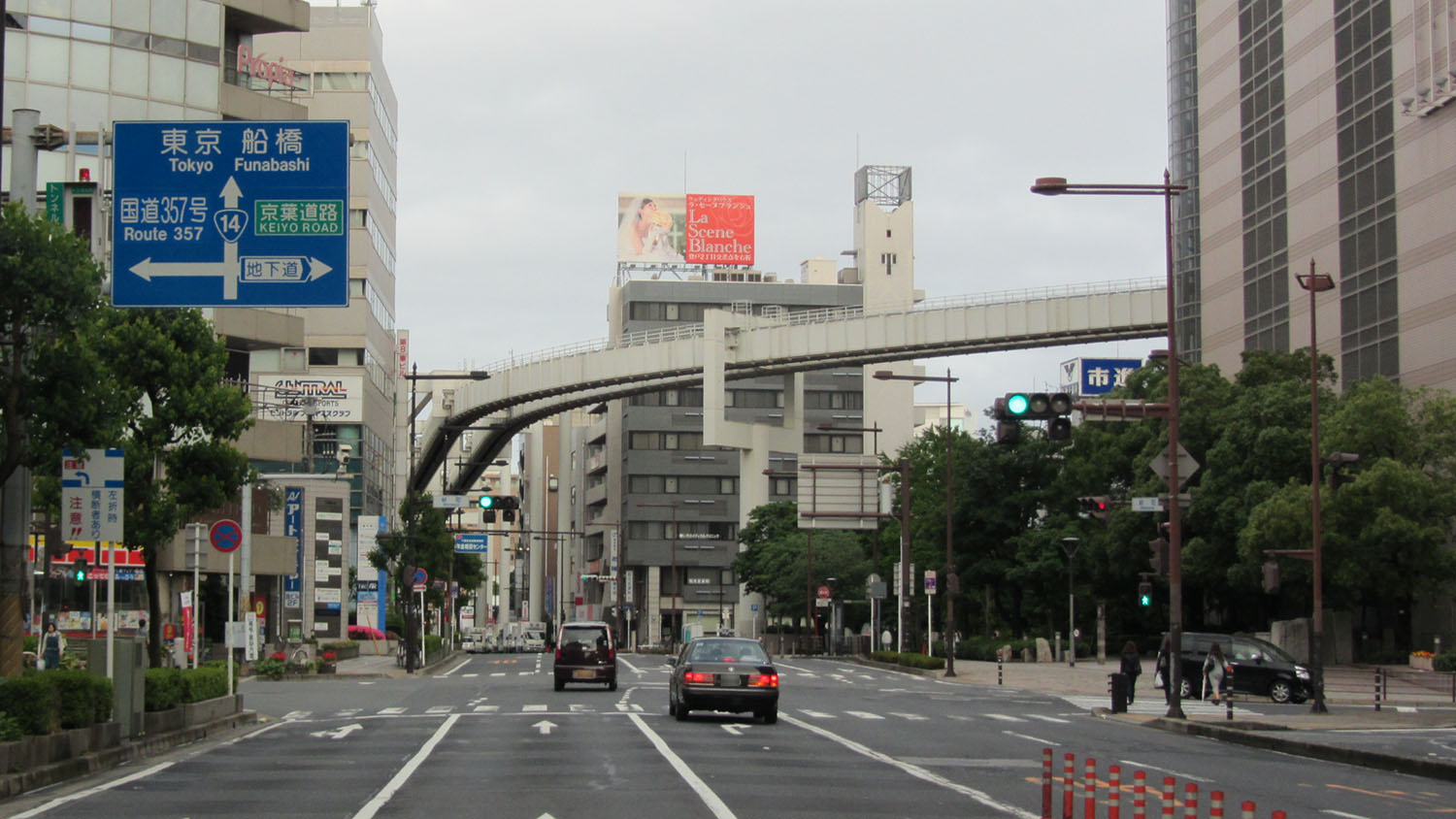
千葉県千葉市中央区新町